# Talsperre El Nihuil
Die Talsperre El Nihuil (spanisch Represa El Nihuil bzw. Dique El Nihuil) ist eine Talsperre mit Wasserkraftwerk in der Provinz Mendoza, Argentinien. Sie staut den Río Atuel zu einem Stausee auf. Die Talsperre und das zugehörige Kraftwerk Nihuil I (span. Central hidroeléctrica Nihuil I bzw. Central hidroeléctrica Ing. Juan Eugenio Maggi) werden auch als Wasserkraftwerkskomplex Nihuil I (span. Complejo hidroeléctrico Nihuil I) bezeichnet.
Die Talsperre dient der Stromerzeugung und der Bewässerung. Mit ihrem Bau wurde 1942 begonnen. Sie wurde 1947 fertiggestellt. Die Talsperre und das Wasserkraftwerk sind in Staatsbesitz (Provincia de Mendoza). Die Konzession für den Betrieb wurde der Hidroeléctrica Nihuiles S.A. am 1. Juni 1994 übertragen.

## Absperrbauwerk
Das Absperrbauwerk ist eine Gewichtsstaumauer aus Beton mit einer Höhe von 25 m über dem Flussbett. Die Mauerkrone liegt auf einer Höhe von 1254 m über dem Meeresspiegel. Die Länge der Mauerkrone beträgt 315 (bzw. 465) m, ihre Breite an der Krone 4 m. Das Volumen des Absperrbauwerks liegt bei 65.000 m³. Die Staumauer verfügt sowohl über eine Hochwasserentlastung als auch über einen Grundablass. Über die Hochwasserentlastung können maximal 549 (bzw. 600) m³/s abgeleitet werden.

## Stausee
Das normale Stauziel liegt zwischen 1248 und 1251 m. Bei einem Stauziel von 1251 m erstreckt sich der Stausee über eine Fläche von rund 75 (bzw. 108,51) km² und fasst 236 (bzw. 259, 260 oder 387) Mio. m³ Wasser. Das maximale Stauziel beträgt 1252,5 m, das minimale 1232,8 m.

## Kraftwerk
Das Kraftwerk Nihuil I wurde von 1949 bis 1956 errichtet. Das Maschinenhaus des Kraftwerks befindet sich etwa 6 km flussabwärts der Talsperre am linken Flussufer. Die installierte Leistung beträgt 74,24 MW. Die durchschnittliche Jahreserzeugung wird mit 296 (bzw. 365) Mio. kWh angegeben. Die Jahreserzeugung schwankt: sie lag 2000 bei 320 Mio. kWh und 2006 bei 496 Mio. kWh.
Die 4 Francis-Turbinen leisten jeweils maximal 18,56 MW und die zugehörigen Generatoren jeweils 23,2 MVA. Die Nenndrehzahl der Turbinen beträgt 600 min−1. Die Fallhöhe liegt zwischen 147 und 189 m. Der Durchfluss beträgt 13 m³/s (maximal 14, minimal 9 m³/s) je Turbine.

## Sonstiges
Der Betreiber Hidroeléctrica Nihuiles S.A. ist zu 52,04 % im Besitz von Pampa Energía.